# Дом на папу
«Папа попал» (укр. Хата на тата, дословно — «Дом на папу») — украинское телевизионное реалити-шоу, выходящее на телеканале СТБ с 2012 года. Формат приобретён телекомпаниями России, Франции, Эстонии, Литвы, Латвии, Польши, Белоруссии, Кыргызстана. По итогам 2014—2015 годов телепроект «Хата на тата» признан лучшим «Новым украинским форматом» по версии украинской национальной телевизионной премии «Телетриумф».

## История
Телепроект был придуман и реализован в Украине на телеканале СТБ авторами «Творческого объединения».
Первый выпуск вышел в эфир 11 апреля 2012 года. Доля зрительской аудитории в возрасте старше 18 лет составила 8, 82 %.
В 2015 году шоу стало лауреатом украинской национальной телевизионной премии «Телетриумф 2014—2015» в номинации «Новый украинский формат».
С июня 2018 года производством программы для СТБ занимается компания популярного белорусского и украинского шоумена Дмитрия Танковича.

## Формат
В проекте участвуют семьи, в составе которых есть муж, жена и как минимум один ребёнок. По условиям формата, жена в такой семье измучена многолетним выполнением домашних обязанностей, которые муж не замечает и не ценит. Организаторы проекта отправляют жену в отпуск на неделю, предоставляя ей возможность реализовать свою мечту (например, заграничную поездку на море, погружение под воду с аквалангом, путешествие на яхте). Папа остаётся дома с детьми, справляясь с домашними обязанностями самостоятельно. В течение недели он проходит квест по выполнению обязательных заданий, выполнение которых гарантирует приз в 30 тысяч гривен (впоследствии сумма начала составлять в 50 тысяч гривен). Если папа не справляется с каким-то заданием, он может нажать на «красную кнопку», установленную в доме организаторами проекта — вызвать на помощь специалиста. При этом за каждое нажатие на кнопку папа теряет 5 тысяч гривен. По задумке авторов программы, отец должен доказать, что может измениться, научиться вести домашнее хозяйство и воспитывать детей без жены, начать ценить её труд.
По оценке психологов, проект направлен на формирование терпимости в семейных отношениях путём противопоставления и сравнения функциональных ролей «муж — жена», «папа — мама».

## Особенности производства
Участники отбираются по звонкам на «горячую» линию и анкетам на сайте проекта. Кроме этого, журналисты программы лично расклеивают объявления в небольших городах и сёлах. Таким образом, к участию привлекаются семьи, скептически настроенные на возможность попасть на телевидение без блата.
Съёмочная группа живёт отдельно, в отеле: приезжает на съёмки рано утром и возвращается обратно поздно вечером.
На протяжении съёмок с участниками работает психолог. Также организаторы предоставляют семейной паре доступ к бесплатной психологической помощи по видеосвязи и после проекта.

## Показ за рубежом
Оригинальный формат реалити-шоу «Хата на тата» приобрели телекомпании Польши, Литвы, Латвии, Эстонии, Кыргызстана и Франции.
8 июня 2015 года проект начал выходить в России на телеканале «Ю» под названием «Папа попал». Изначально показывались только серии с русскоговорящими семьями, позже на русский язык были переведены и другие выпуски. Программа входит в число наиболее рейтинговых программ телеканала наряду с другими украинскими форматами. В 2015 и 2016 годах доля программы составила соответственно 2,7 и 2,6 % зрительской аудитории.
С 22 января 2017 года шоу транслируется в Белоруссии.